# DJ DRAGON
DJ DRAGON（ディージェイ ドラゴン、1968年〈昭和43年〉3月13日 - ）は、日本のクラブDJ、ラジオDJ、フェス・プロデューサー、クリエイティブ・ディレクター。株式会社神南 所属。一般社団法人日本DJ協会代表理事。特定非営利代表法人街角に音楽を代表理事。LuckyFesの企画統括ブッキングプロデューサー。EVEREST JAPAN代表。株式会社BARKS代表取締役社長。茨城県出身。血液型はA型。

## 人物
TOKYO No.1 SOUL SETの初代メンバー。THE BIG BAND!!のボーカル。音楽活動以外にもデザイナー、クリエイティブ・ディレクター、大型フェスのプロデューサーとしても活動を行なっている。現在はBLACK JAXX（武田真治、ドラゴン）でDJ＆MCを担当。DJ歴30年以上のキャリアを持つ。
MC時代にはKRUSH POSSEの一員として1990年3月にClub Citta川崎で行われたBoogie Down Productionsの伝説の来日公演のフロントアクトを務めた。また、ECD主催、MURO、BOSS、GAKU MCなどが参加した西麻布トロスで開催されたMC バトルに出演し準優勝する。
小室哲哉と交友があり、1997年にはプロデュース・ユニット「tatsumaki」を結成し多くの作品に携わり、2001年に小室・CG作家の原田大三郎とともにテクノトランスユニット「GABALL」を結成。
2002 FIFAワールドカップでは国立競技場にてTHE BOOMの島唄をREMIXし宮沢和史、アルゼンチンアーティストアルフレッド・カセーロと共演。
上海のクラブ『ROJAM DISCO』、六本木ヒルズ『マドラウンジ』などの店舗プロデュースを担当した。
2009年にはFIREWORK DJs名義で2011年4月ユニバーサルミュージックでデビューしレコチョクで総合チャートトップ10に入り、その他K-POPアーティストのREMIXなども手がける。
タンポポの「BE HAPPY 恋のやじろべえ」のアレンジを手がけている。
ライブサポートDJとしては、Backstreet BoysのNick Carter、中川翔子など国内外のアーティストのライブに出演しパフォーマンスを行っている。元宝塚のトップスター水夏希のユニット『GUYS FROM THE EARTH』のプロデュースを担当。
一方で音楽制作、デザイン制作、スタジオ・ジブリの美術監督山本二三らのアーティストマネージメントを行う株式会社神南の代表取締役を務める。2010年渋谷区神南にFIREWORK神南スタジオを開設。
アニメ『妖怪ウオッチ』主題歌ミュージックビデオのプロデュース制作を行っている。
東京・丸の内を中心としたNPO法人『街角に音楽を』をオルタナ編集長の森摂と共に起ち上げ、若手アーティストの演奏支援活動を行なっている。
2015年に一般社団法人日本DJ協会を設立。理事長に就任する。日本におけるDJのイメージ、および社会的地位向上を通して、DJカルチャーの若い世代への継承と健全な発展を目指す。
2017年、18年お台場にて大人も子供も楽しめる新感覚フェスSANCTUARY 2017を開催し主催、統括プロデューサーを担当し1万人を集めた。
2019年5月には日比谷公園初のフードフェスとSANCTUARYがコラボレーション。
一般社団法人日本DJ協会がDJ検定初級を開始する。
2020年2月にはアニメ、ゲーム、音楽、コスプレを融合させたANIMOMENTの企画・プロデュースをする。声優の古谷徹をゲストに司会とDJを担当。
日本アニメーション制作3Dアニメ『LION LIFE ／ライオンライフ』の音楽を担当。
2020年7月にオープンした六本木最大級のクラブZEUS GARDENの毎週土曜日のサウンドプロデュース担当。
2020年12月に開催された女性DJ NO1を決める「DJane Mag JAPAN」全日本大会審査員長を担当。
2021年1月にはフジテレビ『99人の壁』の音楽特集にて、ブロッカーとして出演。
出身地である茨城県のラジオ局・LuckyFM茨城放送で局初となるDJ MIX番組を担当。
2021年エスカルコスメブランド「EVEREST」の代表取締役就任。
2022年2月　国営ひたちなか海浜公園で初開催されるLuckyFM主催「LuckyFM Green Festival」の企画プロデューサーに就任。

## 趣味
- ヴィンテージ古着のコレクターとしても知られている。『MEN'S NON-NO』誌にて原宿の老舗マービンズの半沢と連載を担当していた。2013年には武田真治、ザ・フラットヘッド代表の小林昌良とコラボでHARD BIRDというファッションブランドを立ち上げた[4]。
- 数多くのカスタムバイクを制作したことでも知られている。現在もHARLEY-DAVIDSON、Lambrettaなど10台のバイクを所有する。
- カー＆バイクの雑誌『オンザロード』で連載を持っており、アメカジ雑誌『デイトナブロス』でも2014年9月号より、ヴィンテージグッズのコレクションについての連載を持っている。
- ヴィンテージ食器FIRE KING、アンティークROLEXなどもコレクションしている。
- 観葉植物の収集に凝っていて南アフリカのエンセファラルトス ホリダスを数多く所有している。
- 早稲田大学の演劇サークルマシュマロ・ウェーブの舞台に一時期出演していた。
- アパレルブランドSUPER LOVERSのデザイナーとして90年代にフェミオブームを作った。フェミオブームはバンドメンバーだった、いしだ壱成、武田真治らがSUPER LOVERSの服を着用したのがきっかけで起こったファッションムーブメント。

## 来歴

### DJ・バンド
- 1980年代後期よりDJ活動を始める。当初はレゲエMCとして活動を始める。
- ドラゴン＆ビッケ名義でレゲエクラブにてMCをする。新宿マッシブ、青山サルパラダイス、西麻布クラブジャマイカで活動。その後TOKYO No.1 SOUL SETを結成する。
- 西麻布P.Picasso、池袋キングストンクラブ、渋谷CAVE、下北沢zoo、芝浦GOLD、渋谷ヌーバなどでDJを行う。
- 大貫憲章主催のロンドンナイトにDJ長田コーザノストラのMCとして参加。
- インクスティック渋谷、西麻布yellowなどで美容師ナイト（ダンシングオールナイト）のイベント企画。
- 1992年、TOKYO No.1 SOUL SETを脱退。
- 西麻布yellowにてTHE BIG BAND!!結成（ドラゴン、桜井剛、高橋学）。その後いしだ壱成、武田真治、石井修が加入。
- 六本木VELVETにてモンスターイベントMIMOSAのメインDJとして活動。
- 1996年にワーナーミュージック・ジャパンよりTHE BIG BAND!!デビュー。
- クラブエイジアのイベント『EYES』に参加。
- 1997年、小室哲哉主催TKパンパシフィックツアーにDJとして参加する。北京、上海、台湾、香港にて開催。
- 1999年、インドネシアバリ島クタビーチにて『GOA IN BALI』を小室哲哉と主催し、2万人を動員。
- 2001年、沖縄県・宜野湾海浜公園トロピカルビーチでRendez-vous in Space 2001に参加。
- 上海のROJAM DISCOのサウンドプロデュース担当
- ヴェルファーレCyber TRANCEにて土曜日、日曜日のレジデントDJを務める。
- 2002年、国立競技場にて行われた2002 FIFAワールドカップパブリックビューイングにて約3万人のサポーターをひとつにした。
- 2003年、MODEAヴァイオリン、ピアノ、パーカッションのグループを起ち上げる。
- 2004年、渡辺美里 Misato Seibu Dome Blue Butterfly 19th DJ出演
- 六本木ヒルズ52Fマドラウンジのサウンドプロデュース担当（2007年まで）
- 竹芝にあるNO NAMEのBLACK ROOMサウンドプロデュース担当
- 2009年、渋谷シアターコクーンにて行なわれた舞台渋谷アリスの音楽を手掛ける。
- 2009年、DJ URAKENとプロデュース集団FIREWORK DJSを結成し、阪井あゆみ、SpontaniaなどのREMIXを手掛ける。
- 2010年、FIREWORK DJS初作品CD「DANCE TO THE ROCK HOUSE」を発表。
- 2010年、ULTRAS NIPPON・植田朝日とサポーターアルバム『ULTRAS2010』を制作、よしもとR&Cジャパンより5月12日に発売される。
- 2010年、国立競技場で開催された2010 FIFAワールドカップのパブリックビューイングにてDJを行なう。
- 2010年、都内外のレギュラーDJは渋谷club atom、渋谷club Camelot、六本木flower、代官山air、宇都宮basqサウンドエリア、などでプレイ。
- 2011年、Backstreet BoysのメンバーNick Carter（ニック）ソロLiveのDJを担当。Billboard Tokyo,Billboard Osaka。
- 2011年、ユニバーサルミュージックFar Eastern Tribe RecordsとFIRE WORK DJs正式契約、4月27日にFIREWORK DJs「ずっと、ずっと。 mix Sweet Licious」レコチョク・うたで先行配信。
- 2011年、D☆DATE 1st Tour 2011 Summer DATE LIVE 〜手をつないで〜　ツアーDJを担当。
- 2011年、GUYS FROM THE EARTH 2011 Summer Live KEEP ON! ツアーDJ、サウンドプロデュースを担当。
- 2011年、中川翔子 Shoko☆Cover Fes.2011 in NAKAGAWA BROADWAYのDJ、サウンドプロデュースを担当。
- 2012年、しろくまカフェ主題歌ボクにインビテーションREMIX担当。
- 2012年、D☆DATE 2nd Tour 2012 FARSTDATE LIVE 　ツアーDJを担当。
- 2012年、Vogue Fashion's Night Out at TOD'S にBlack Jaxx出演。Tod'sは入店者数延べ900名! レコード更新。
- 2013年、COUNTDOWN JAPAN2013 中川翔子 Djを担当。
- 2013年、アニメ映画『DRAGON BALL Z 神と神』の主題歌のカップリング曲「RISING DRAGON -DJ DRAGON Remix-」制作。
- 2014年、FIFA WORD CUPブラジル大会に向けサポーター集団ULTRASと共にサポーターアルバムを制作、よしもとR＆Cよりリリース。
- 2014年、新豊洲に出現した『MAGIC BEACH Tokyo Summer Fes DANCE/DANCE/DANCE』のサウンドプロデューサーを担当。
- 2014年、一般社団法人日本DJ協会を起ち上げる。
- 2014年12月、BLACK JAXX（武田真治＆DJ DRAGON、以下同）のセカンドアルバム『RIDE,RIDE,RIDE!』をリリース、エナジードリンクのタイアップ。
- 2015年、新木場ageHaで開催され5000人以上を動員しDJ Ferry Corsten(system F)が出演したagefarreに、メインステージで出演。
- 2015年10月、インドネシアバリ島BALI BVLGARIで行なわれた観月ありさと青山光司の結婚式で音楽、DJを担当する。
- 2015年12月、六本木グランドハイアットで行なわれた。ESCADAPARTYでDJを担当。
- 2016年1月、渋谷クラブT2のカウントダウンDJを担当。
- 2016年3月、新宿ReNyにてBLACK JAXXライブ出演。
- 2016年6月、渋谷atomにて『アルプスの少女ハイジ』のキャラクター・チャラおんじコラボイベント開催。
- 2016年7月、日本橋三越ナイトアクアリウムにDJ出演。
- 2016年8月、新宿ReNyにてルイードプレゼンスL−1グランプリの総合MCを担当。
- 2016年8月、お台場ウォータースプラッシュランDJ出演。
- 2016年9月、札幌武田真治プレゼンス札幌BREATH OF LIFE 2016出演。
- 2016年10月、新木場agHa velfarre × ageHa “agefarre 2016”出演。
- 2016年10月、KAWASAKI Halloween 2018　DJ出演。
- 2016年11月、プロレス団体DDT初の音楽フェス＠新木場Studio CostにBLACK JAXXライブ出演。
- 2017年1月、avexのアーティストBeverlyの特典ライブ映像を制作
- 2017年3月、SUPER SKYTREE DISCO BLACK JAXXライブ出演。
- 2017年3月、中国の唐山南湖　で行なわれたDJフェスに出演。
- 2017年5月、お台場フォルクスワーゲンイベントにDJ出演。
- 2017年7月、お台場にてSANCTUARY2017を初開催　主催、企画をすべて行ない1万人を集客。
- 2017年8月、新宿ReNyにてルイードプレゼンスL−1グランプリの総合MCを担当。
- 2017年8月、Summer Sonic 2017ビーチステージにてHYDROFLIGHT JAPANのサウンドを担当。
- 2017年10月、ageHa HalloweenにBLACK JAXXライブ出演。
- 2018年2月、YOGA JAPANにて野沢和香とコラボレーションDJ担当。
- 2018年6月、FIFA WORD CUPロシア大会に向けサポーター集団ULTRASと共に応援歌を仮面女子とコラボレーション。
- 2018年7月、お台場にてSANCTUARY2018を開催　主催、企画をすべて行ない1万人を集客。
- 2018年8月、札幌LOST∞WORLD MUSIC FESTIVALにBLACK JAXXライブ出演。
- 2018年9月、横浜市主催スポーツフェスティバルにSANCTUARY　KIDS STAGEをプロデュース。
- 2018年10月、新潟銀山湖イベント第一回GINZAN FESに出演。
- 2018年12月、BLACK JAXXニューアルバム『SHU-HA-RI』をリリース。
- 2018年12月、J-WAVE ALL GOOD FLYDAYに出演。
- 2019年1月、三味線、尺八のユニットHANABIの楽曲をプロデュース。
- 2019年4月、札幌ドームにて日本ハムファイターズのオープニングに、BLACK JAXX出演。
- 2019年5月、日比谷公園バイキングパーク2019にSANCTUARYステージプロデュース。
- 2019年7月、由比ケ浜にてSANCTUARY　BEACH LOUNGEをプロデュース。
- 2019年8月、イバラキ夏フェス JAMBOREE(ジャンボリー)
- 2019年10月、長野市主催の高齢者DISCOイベントに出演。NHK長野などが取材に来る。
- 2019年12月、一般社団法人日本DJ協会がDJ検定を開始する。
- 2020年1月、第一回ANIMOMENTの司会、DJ を担当
- 2020年4月、3Dアニメ『LION LIFE ／ライオンライフ』の音楽を担当。
- 2020年7月、ZEUS GARDENの毎週土曜日のサウンドプロデュース担当。
- 2020年12月、DJane Mag JAPAN　全日本大会審査員長を担当。
- 2021年1月、フジテレビ『99人の壁』 ブロッカーとして出演。
- 2021年12月、MUSIC CIRCUS'21  BeautyNoise 、田口淳之介 にDJ出演
- 2022年1月、新木場ageHaにてLAST COUNT DOWNのDJ を行う。2022年を迎えるタイミングでのDJ出演
- 2022年2月、国営ひたちなか海浜公園で初開催されるLuckyFM主催 LuckyFM GREEN Festival の企画プロデューサー就任
- 2022年6月、福岡ドームで開催MUSIC CIRCUS'2２  BeautyNoise 、田口淳之介 にDJ出演
- 2022年7月、LuckyFM主催「LuckyFM Green Festival」開催準備期間5か月、2日間で2万人を集め大成功させる『ひたちなかの奇跡』
- 2022年8月、大阪で開催されたMUSIC CIRCUS'2２  BeautyNoise 、田口淳之介 にDJ出演
- 2022年9月、お台場で開催されたageffare FESに出演。
- 2023年6月、福岡ドームで開催MUSIC CIRCUS'2２  BeautyNoise 出演
- 2023年7月、LuckyFM主催「LuckyFes」3日間で4万人を集客
- 2023年10月、お台場で開催されたageffare FESに出演。
- 2023年10月、第13回全世界空手道選手権大会アフターパーティー出演

## 出演番組

### ラジオ番組
- BASQ FM（RadioBerry）
- BEE TREE（FM FUJI）
- A DAY IN THE LIFE（bayfm78）
- TOKIO HOT 100（J-WAVE） - 81.3 FM RADIO MIX COUNTDOWN DJ MIX
- HELLO WORLD（J-WAVE） - 不定期「月刊ドラゴン」担当。
- MUSIC STATE（LuckyFM茨城放送、2016年 - ） - 金曜日担当
- superroom dj mix（LuckyFM茨城放送、2020年 - ）
- SUPER LINE'J'（J-WAVE） - さくらとともにナビゲータを務めた。
- ACROSS THE VIEW（J-WAVE） - はなと務めていた。
- GROOVE LINE Z（J-WAVE） - ピストン西沢が休みの際に出演する。
- 今夜もコムドラしようぜ!（CBCラジオ） - 小室哲哉と務めていた。
- style cafe（style FM） - いしだ壱成と務めていた。
- Feel The Music（FMヨコハマ）
- Lovefunky Raydio（FMヨコハマ、2019年1月1日 - ）
- Save Your Car Life (FM愛知、2022年7月 - )

### テレビ番組
- 開運!こにてんてん（日本テレビ） - ラップ道場のコーナー司会・久本雅美のアシスタントMCでBIKKE共に担当
- ダンスエクスタシー（日本テレビ） - 司会を担当
- BLUE BEAT（スペースシャワーTV） - レギュラー・コーナーMCを担当
- 真夜中の王国（NHK） - 上原さくらと司会を担当
- BREAK DOWN（MTV） - 司会を担当
- B系新潮族（フジテレビ） - 司会を担当
- 踊る大捜査線TVシリーズ第四話「少女の涙と刑事のプライド」（フジテレビ） - DJ役で出演
- SMAP×SMAP（フジテレビ） - DJで歌のコーナーで出演
- BECK (漫画)（テレビ東京ほか） - 声優として片平達也(ラウド・クライム・シティ)

## 作品

### デザイン
ブランドsuper loversのデザイン企画に携わっていた。また、下記のCDジャケットやアーティストのツアーのデザイン制作を行っている。
- Mr.Children - 
  - '95 Tour Atomic Heart、
  - -Hounen Mansaku- 夏祭り1995 空[ku:]
  - egress or progress '96-'97
  - Mr.Children Concert Tour Q 2000-2001
- THE BIG BAND!! - CDジャケット（TIME除くすべての作品）、すべてのツアー
- BLANKEY JET CITY - 1995
- EL-MALO-The Worst Universal Jet Set-ツアーアイテム
- TETSUYA KOMURO-オフィシャルアイテム2001
- TM NETWORK - TM NETWORK TOUR MAJOR TURN-ROUND Supported by ROJAM.COM
- Λucifer - Λucifer 4th LIVE TOUR '01「Be-Trip Tour 2001」
- レミオロメン - 
  - レミオロメン SUMMER LIVE STAND BY ME
  - TOUR 2008 "Wonderful & Beautiful"
  - TOUR 2009 "風のクロマ"
  - ZEPP TOUR 2009 "Starting Over"
  - TOUR 2010 "花鳥風月"
  - SPECIAL CONCERT “Your Songs”
- lego big morl - 
  - CD RAY
  - ファーストミニアルバム
  - CD Tuesday and Thursday
  - ツアーTシャツ
- VAMPS - TSUTAYA限定アイテム
- VAMPS - オリジナルUSBメモリーをデザイン
- Gackt - Gackt Live Tour 2008-2009 Requiem et Reminiscence II 〜再生と邂逅〜
- 横峯さくらオフィシャルブランド Ras のデザインを担当
- w-inds.オフィシャルBagデザイン
- マイケル・ジャクソンピアノセレクションのジャケットデザイン
- YMO vs minimums ジャケットデザイン
- DANCE TO THE ROCK HOUSE/ FIREWORK DJS ジャケットデザイン
- AKB48のメンバー篠田麻里子・前田敦子・大島優子オフィシャルグッズデザイン
- ULTRAS2010のアルバムジャケットをデザイン
- ジブリの森山本二三の世界アルバムジャケットをデザイン
- MODEA beautiful prayersアルバムジャケットをデザイン
- 和央ようかクリスマスディナーショー2009 DVDジャケットデザイン
- 映画『歌うヒットマン』ポスターデザイン
- 和央ようかクリスマスディナーショー2010 ポスターデザイン
- 水夏希ファンクラブ限定グッズ2011デザイン
- 真矢みきが発案した支援プロジェクト2011 Hands Togetherのデザインを担当する。
- 自由が丘のVEGIKICHENのトータルプロデュース、デザインを担当する。
- 真矢みき＆山梨鐐平シングルCD『私の迷宮/流星の日』(日本コロムビア)CDジャケットデザイン
- ビリーバンバンwith真矢みき　シングルCD『雪が降る前に』（ユニバーサルミュージック）CDジャケットデザイン
- BIG BEACH FESTIVAL13オフィシャルグッズ企画デザイン担当